# Bailey House

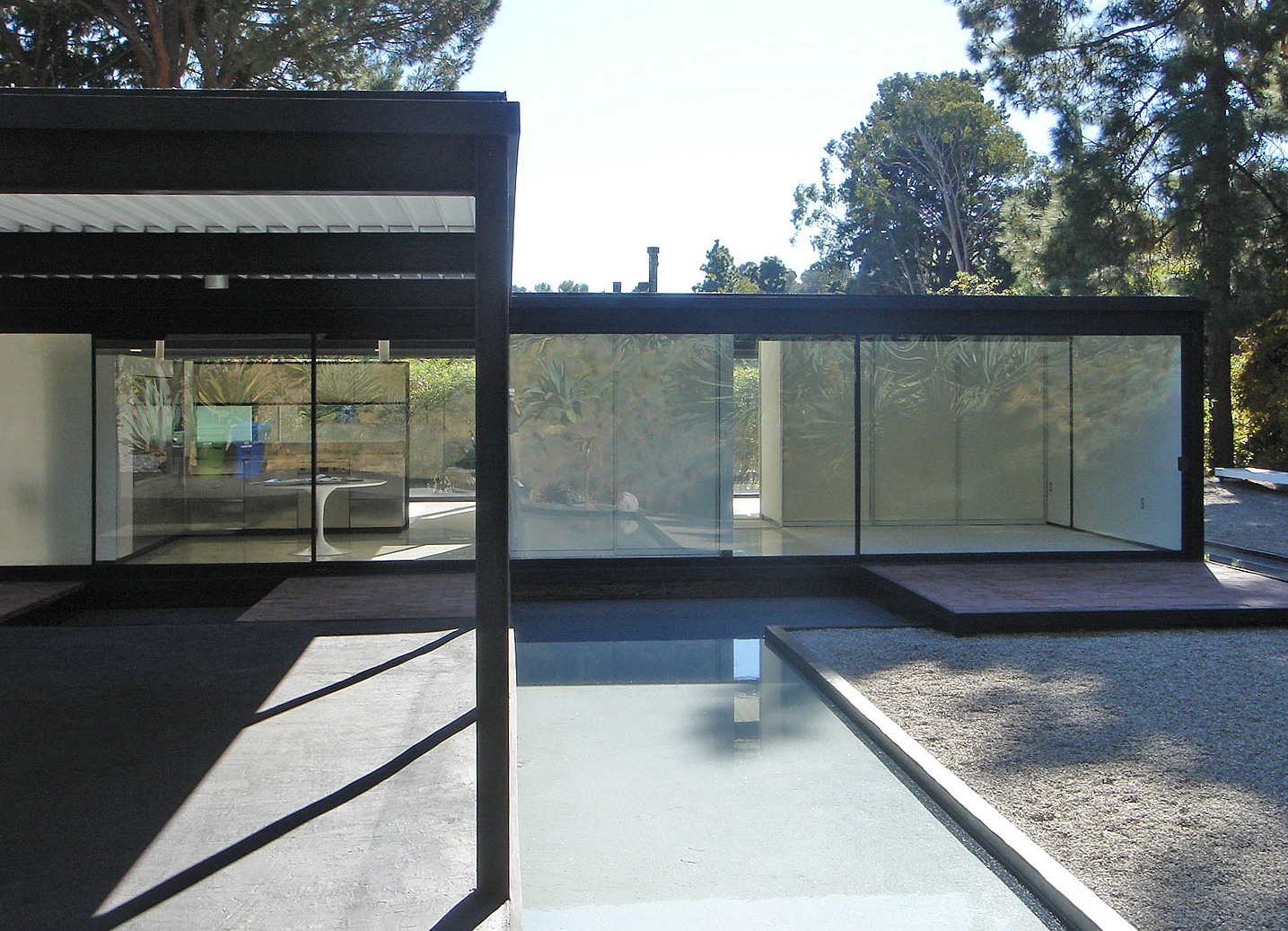
Glasflächen dominieren an zwei Seiten.

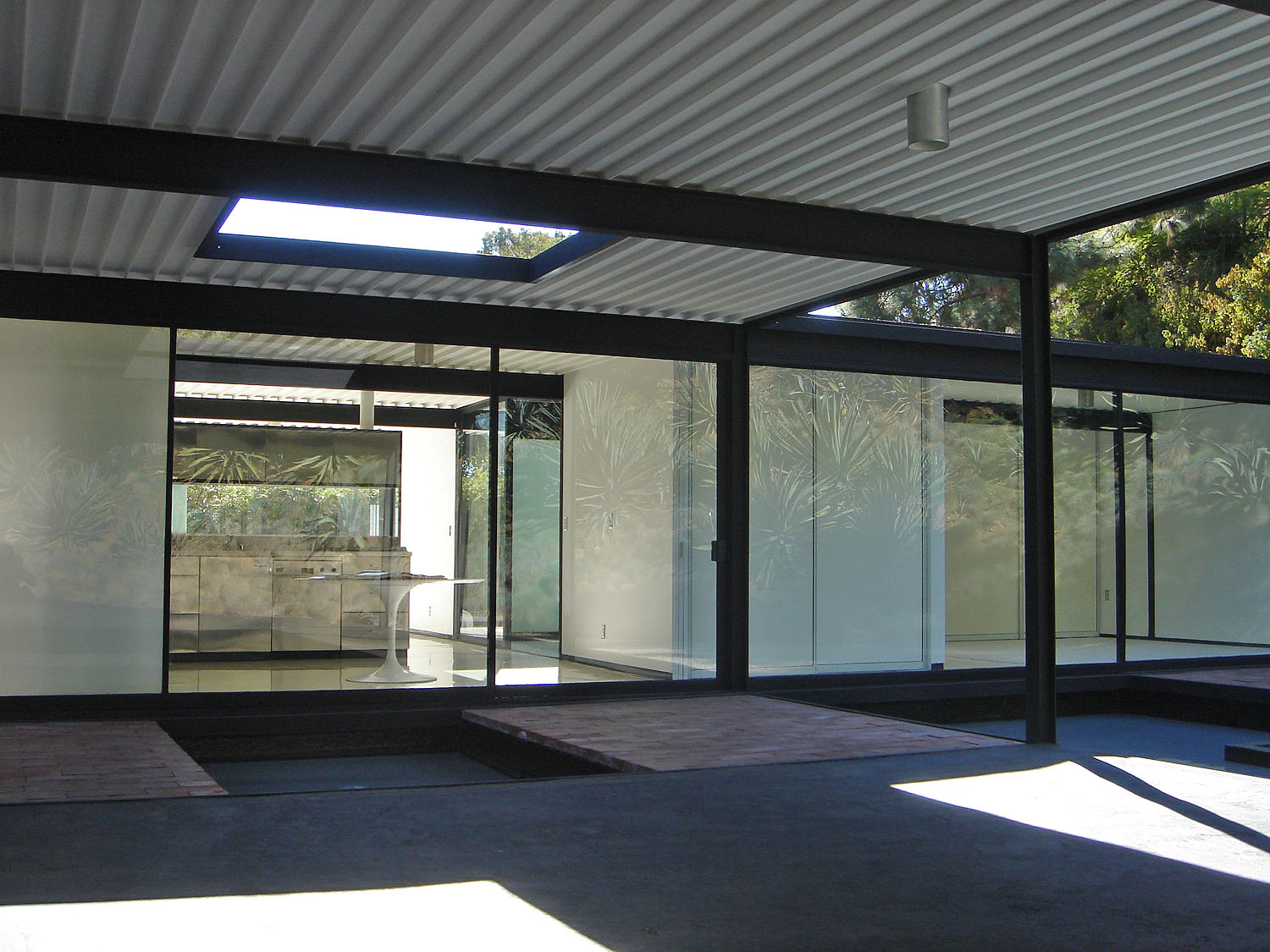
Haupteingang zur Küche, rechts davon das Schlafzimmer

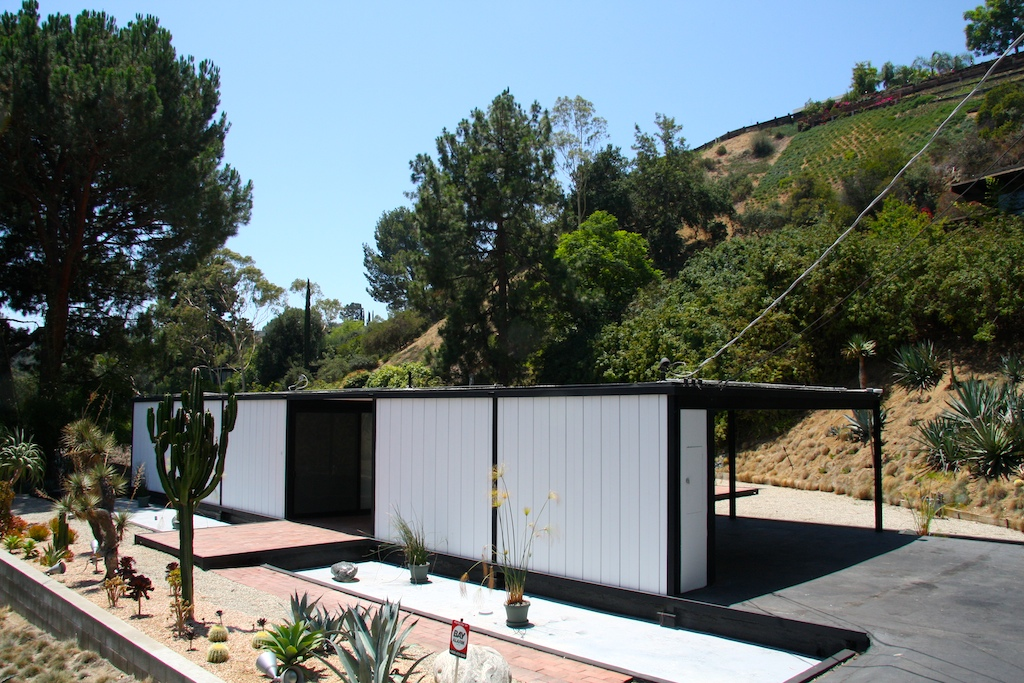
Zur Straße ist die Fassade voll verkleidet.

Das Bailey House (auch Case Study House Nr. 21) ist ein moderner Bungalow im Stadtteil Bel Air von Los Angeles.

## Geschichte
Von dem Psychologen Walter Bailey und seiner Ehefrau Mary bekam der Architekt Pierre Koenig 1957 den Auftrag ein Gebäude auf dem Grundstück zu errichten. Seine Planungen, die 1958 abgeschlossen waren, sahen einen offenen Grundriss vor, der durch die Stahlkonstruktion von tragenden Elementen im Gebäudeinneren weitgehend befreit war. Die Bauarbeiten begannen im gleichen Jahr und wurden 1959 beendet. Das Haus war der erste Beitrag des Architekten für das Case-Study-Houses-Programm des Magazins Arts & Architecture für experimentelle Wohnhaus-Architektur. Der Beitrag erschien im Februar 1959. Mit dem etwa fünf Kilometer entfernt liegenden Stahl House (Case Study House Nr. 22) hatte Koenig im Juni 1959 einen weiteren Beitrag zu dem Programm. Die Baukosten des Bailey House betrugen 20.000 US-Dollar.

## Baubeschreibung
Der eingeschossige, L-förmige Baukörper ist in einem Tal errichtet. Das Gebäude besteht aus einem ost-westlich ausgerichteten Wohntrakt und dem nördlich davon gelegenen Carport, der nahtlos in das Gebäude integriert ist. Die nördliche und die westliche Fassade sind mit bodentiefen Fenstern verkleidet. Zur Straße hin schirmen weiße Metallpanele Blicke ab. Die Grundfläche ist etwa 120 m².

## Nutzung
Das Gebäude wurde 2006 bei einer Kunstauktion versteigert. Eine japanische Kunstsammlerin gab mit etwa 3,1 Mio. US-Dollar das Höchstgebot ab. Seither wird das Gebäude auch für Kunstausstellungen genutzt.